# Phan Kim Cân
Phan Kim Cân (1904-1976) là một doanh nhân và chính trị gia người Việt Nam vào cuối thế kỷ 19 đến đầu thế kỷ 20. Ông nguyên là Ủy viên Tài chánh Ngân khố tỉnh Bạc Liêu, nguyên là đại biểu Mặt trận Dân tộc giải phóng khu Tây Nam bộ. Ông còn được nhiều người biết đến với biệt danh Công tử Cân, như là một trong những công tử Bạc Liêu, chuyên ăn chơi nổi tiếng khắp Nam Kỳ lục tỉnh.

## Thân thế
Phan Kim Cân được sinh ra trong một gia tộc giàu "nứt đố đổ vách" xứ Bạc Liêu. Công tử Cân có ông nội là Bá hộ Bì (tên thật là Phan Hộ Biết). Phan Hộ Biết được xem là "Vua lúa gạo", "Vua muối" tỉnh Bạc Liêu.
Công tử Cân lấy bà Sáu Đông là em con cô ruột làm vợ cả (bà Sáu Đông là con của bà Phan Thị Muồi và Trần Trinh Trạch, cháu ngoại ông Phan Hộ Biết). Mối tình loạn luân này đã không được Trần gia chấp nhận.
Về người vợ hai của ông, có một giai thoại rằng trong một lần Phan Kim Cân cưỡi ngựa đi chơi, tình cờ ông gặp ở bờ sông một cô gái rất đẹp, khiến ông nhìn mà bần thần cả người. Sau khi đã tỉnh táo trở lại, công tử Cân quyết định về nhà lấy … súng và đi ca nô đến nhà cô gái để bắt cóc. Ông Cân không biết rằng đó chính là con út của Bá hộ Bành Tòng Mậu, một điền chủ lớn trong vùng. Nhà ông Bá hộ Bành Tòng Mậu, rồi cả điền, đánh trống, mõ nổi lên, trai đinh rượt theo Phan Kim Cân, nhưng không đuổi kịp, đành báo quan rằng cô gái bị một tên lưu manh cướp mất. Câu chuyện ầm ĩ cả một vùng, nhưng rốt cục thì nhà Bá hộ Bành Tòng Mậu cũng phải hòa giải vì khoản đền bù hậu hĩnh và thế lực rất lớn của nhà công tử Cân. Người con gái này ở với Cân có con, được ông Cân hết mực thương yêu, cho làm vợ hai, gia đình ông Bá hộ Bành Tòng Mậu cũng nguôi giận dần dần.

## Tham gia Việt Minh
Năm 1936, Phan Kim Cân đã có cảm tình với cách mạng và hoạt động trong một đoàn thể do Việt Minh vận động thành lập. Sau đó ông chính thức tham gia Việt Minh. Phan Kim Cân đã rũ bỏ vàng son để theo cách mạng ra bưng biền trường kỳ kháng chiến. Khi lực lượng cách mạng xuống tàu tập kết ra Bắc, Phan Kim Cân đã đưa con trai mình là Phan Kim Sơn cùng đi theo tập kết.
Với tính cách khẳng khái của mình, Phan Kim Cân đã trở thành người che chở cho nhiều cán bộ quan trọng của Việt Minh trong cuộc đấu tranh giành độc lập dân tộc. Sách "Bạc Liêu xưa và nay" của tác giả Huỳnh Minh viết:
"Người đương thời nhìn nhận rằng trong nhóm các công tử Bạc Liêu ai cũng đáng chê, chỉ có Phan Kim Cân là đáng khen. Bởi Cân trọng nghĩa khinh tài, ai khó khăn, hoạn nạn Cân đều ra tay giúp đỡ. Lúc chí sĩ Nguyễn An Ninh đến Bạc Liêu được Cân tìm mời về nhà khoản đãi... "
Ngoài Nguyễn An Ninh, Phan Kim Cân cũng từng che giấu các nhà cách mạng khác như Ngô Thị Huệ, Tạ Thu Thâu. Báo chí thời bấy giờ (những năm 60) có viết về ông Phạm Kim Cân như sau:
"Đây là một tay công tử hào hiệp, trọng nghĩa, khinh tài, hạng bảnh về ăn xài... Đây là một Đơn Hùng Tín thuở loạn Tùy sang Đường, hay đem tiền của trợ cấp cho những anh hùng hào kiệt thất cơ lỡ vận ".
Ông Tạ Kim, một nhà cách mạng lão thành ở Bạc Liêu nhớ lại, chính nhờ ông Phạm Kim Cân vận động nên "cậu ba" - công tử Bạc Liêu có gởi vào Khu rất nhiều thuốc men, tiền bạc (?).. Tuy nhiên, điều này chưa được kiểm chứng lại vì giữa Trần gia và công tử Cân cũng có mối bật hòa, không được thân thiện, do Trần Trinh Trạch đã chiếm gần hết toàn bộ tài sản của Phan Hộ Biết như ruộng muối, ghe chài, các sở điền … khiến cho cha ruột của Phan Kim Cân không còn thừa hưởng tài sản được bao nhiêu. Hơn nữa mối quan hệ giữa công tử Cân và Trần gia hay Trần Trinh Huy vốn dĩ đã không yên ổn vì cuốc hôn nhân nhân giữa bà Sáu Đông và ông Cân bị chống đối.
Khi Bạc Liêu bị Pháp chiếm đóng, ông đã rũ bỏ cuộc sống trưởng giả, vàng son để đi theo cách mạng và trở thành ủy viên tài chính ngân khố tỉnh Bạc Liêu trong chính quyền được thành lập sau cách mạng Tháng Tám và đồng thời giữ chức vụ đại biểu Mặt trận Dân tộc giải phóng khu Tây Nam bộ.

## Hậu duệ
Trong hàng con cháu gần nhất của công tử Cân còn sống tại Bạc Liêu, có lẽ chỉ còn ông Phan Kim Khánh - cháu kêu Công tử Bạc Liêu bằng cậu ruột. Phan Kim Cân và bà Trần Thị Đông là cha mẹ ruột của ông Khánh. Ông Khánh hầu như thừa hưởng toàn bộ tính cách ăn chơi của người cậu ruột. Ông Khánh kể lại: trong gia tộc có quy định, tất cả các nhà nghỉ mát của ông Hội đồng ở Sài Gòn, Đà Lạt, Vũng Tàu con cháu đều được đến ăn ở thoải mái. Kẹt tiền xài đã có quản gia tại đó đưa, chỉ cần ký sổ để cuối năm trừ vào hoa lợi hoặc gia sản hưởng riêng. Thế nên vị "công tử" cuối cùng này mặc sức ăn chơi thỏa thích. Đầu những năm 1970, vị "công tử" nghe cha đi học cán sự y tế. Học đâu chẳng thấy, có điều mỗi tháng ông xài bứt 1 triệu bạc cho những cuộc vui thú ở Vũng Tàu, Đà Lạt. Ông ăn cơm tháng thường trực ở Arcancel. Cái nết phá tiền của "công tử" Khánh cũng không kém gì "cậu ba"...